# شيما (ميه)
مدينة شيما (بالإنجليزية: Shima)‏ هي أحد المدن التابعة لمحافظة ميه. تأسست رسميًا في 01/10/2004. ويقدر عدد سكانها بـ 56758 نسمة حسب تقدير مكتب الإحصاء الياباني لعام 2012. تبلغ مساحة شيما 179.7 كم2. بكثافة سكانية تبلغ 316 نسمة/كم2.

## توأمة
لشيما (ميه) اتفاقيات توأمة مع:
- نيشين

## أعلام
- ماي ياماغوتشي